# Maruyamait
Das Mineral Maruyamait ist ein extrem seltenes Ringsilikat aus der Turmalingruppe mit der idealisierten chemischen Zusammensetzung K(MgAl2)(Al5Mg)(Si6O18)(BO3)3(OH)3O.
Anhand äußerer Kennzeichen ist Maruyamait nicht von anderen farblosen oder braunen Turmalinen wie Dravit oder Oxy-Dravit zu unterscheiden. Er kristallisiert mit trigonaler Symmetrie und bildet braune Kerne in unregelmäßig geformten Kristallen von wenigen Millimetern Größe. Im Dünnschliff erscheinen sie farblos bis sehr blass braun. Wie alle Minerale der Turmalingruppe ist Maruyamait pyroelektrisch und piezoelektrisch.
Maruyamait ist ein Mineral der Ultra-Hochdruckmetamorphose und bisher (2022) nur an zwei Fundorten in Kasachstan gefunden worden. Die Typlokalität ist das Kumdy-Kol-Gebiet im Kökschetau-Massiv im Bezirk Serendi, Gebiet Akmola in Kasachstan.

## Etymologie und Geschichte
Die meisten Turmaline enthalten nur Spuren von Kalium. Bis zum Jahr 2004 waren hohe Kalium-Gehalte um 0,2 bis 0,5 Atomen pro Formaleinheit nur von bolivianischen Povondraiten bekannt.
Seit Ende der 1960er Jahre sind Diamantvorkommen in Flusssedimenten des nördlichen Kasachstan bekannt. Als Quelle dieser Mikrodialmanten wurden später pelitische und karbonatische Sedimente sowie Basalte ozeanischer Kruste identifiziert, die an einem Kontinentalrand subduziert und bei extremen Drucken im thermodynamischen Stabilitätsfeld von Diamant in rund 100 km Tiefe metamorph verändert worden sind. Diese Ultrahochdruckmetasedimente des Kumdy-Kol-Gebietes sind die ersten bekannten diamantführenden metamorphen Gesteine. Die darin enthaltenen Turmaline wurden lange als retrograde Bildung betrachtet, als Produkte späterer Überprägung bei niedrigen Drucken, bis Rentaro Shimizu und Yoshihide Ogasawara von der Waseda-Universität in Japan die hohen Kaliumgehalte der diamanthaltigen Kerne der Turmaline dokumentierten. Als neues Mineral beschrieben wurde der Kalium-Oxy-Dravit im Jahr 2013. Den Namen Maruyamait erhielt er zu Ehren des Professors Shigenori Maruyama vom Tokyo Institute of Technology in Japan. Maruyama forschte zur Tektonik aktiver Kontinentalränder und leitete die Arbeitsgruppe, die die Mechanismen der Subduktion untersuchte und aufklärte, wie die Gesteine auch aus rund 120 km Tiefe wieder an die Erdoberfläche transportiert werden konnten.
Synthetisiert wurde Kalium-Dravit, das OH-Analog von Maruyamait, von Mineralogen des Helmholtz-Zentrums Potsdam – Deutsches GeoForschungsZentrum und der TU Berlin. Sie konnten zeigen, dass Kalium bevorzugt bei hohen Druck und Temperaturen in Dravit eingebaut wird und die Anwesenheit von Natrium diesen Kaliumeinbau weitgehend verhindert.

## Klassifikation
In der strukturellen Klassifikation der IMA gehört Maruyamait zusammen mit Bosiit, Oxy-Schörl, Oxy-Dravit, Povondrait, Chromo-Alumino-Povondrait, Oxy-Chrom-Dravit, Oxy-Vanadium-Dravit, Princivalleit, Vanadio-Oxy-Chrom-Dravit und Vanadio-Oxy-Dravit zur Alkali-Untergruppe 3 in der Turmalinobergruppe.
Da Maruyamait erst 2013 als Mineral anerkannt wurde, ist er in der seit 1977 veralteten 8. Auflage der Mineralsystematik nach Strunz noch nicht verzeichnet.
Im zuletzt 2018 überarbeitete und aktualisierte Lapis-Mineralienverzeichnis nach Stefan Weiß, das sich im Aufbau noch nach dieser alten Form der Systematik von Karl Hugo Strunz richtet, führt das Mineral unter der System- und Mineral-Nr. VIII/E.19-16. In der „Lapis-Systematik“ entspricht dies der Abteilung „Ringsilikate“, wo Maruyamait zusammen mit Adachiit, Bosiit, Chrom-Dravit, Chromo-Alumino-Povondrait, Darrellhenryit, Dravit, Elbait, Feruvit, Fluor-Buergerit, Fluor-Dravit, Fluor-Elbait, Fluor-Liddicoatit, Fluor-Schörl, Fluor-Tsilaisit, Fluor-Uvit, Foitit, Lucchesiit, Luinait-(OH) (diskreditiert), Magnesio-Foitit, Olenit, Oxy-Chrom-Dravit, Oxy-Dravit, Oxy-Foitit, Oxy-Schörl, Oxy-Vanadium-Dravit, Povondrait, Rossmanit, Schörl, Tsilaisit, Uvit, Vanadio-Oxy-Chrom-Dravit und Vanadio-Oxy-Dravit die „Turmalingruppe“ mit der System-Nr. VIII/E.19 bildet.
Die von der International Mineralogical Association (IMA) zuletzt 2009 aktualisierte 9. Auflage der Strunz’schen Mineralsystematik kennt den Maruyamait ebenso wenig, wie die vorwiegend im englischen Sprachraum gebräuchliche Systematik der Minerale nach Dana.
Die von der Mineraldatenbank „Mindat.org“ weitergeführte Strunz-Klassifikation in der 9. Auflage ordnet den Maruyamait wie die Lapis-Systematik in die Abteilung der „Ringsilikate“ (englisch Cyclosilicates) und dort in die Unterabteilung „[Si6O18]12−-Sechser-Einfachringe mit inselartigen, komplexen Anionen“ (englisch [Si6O18]12−-6-membered single rings, with insular complex anions), wo er zusammen mit Chrom-Dravit, Chromo-Alumino-Povondrait, Dravit, Elbait, Feruvit, Fluor-Buergerit, Fluor-Dravit, Fluor-Elbait, Fluor-Liddicoatit, Fluor-Tsilaisit, Fluor-Uvit, Foitit, Liddicoatit, Lucchesiit, Luinait-(OH), Magnesio-Foitit, Magnesio-Lucchesiit, Olenit, Oxy-Chrom-Dravit, Oxy-Dravit, Oxy-Foitit, Oxy-Rossmanit, Oxy-Schörl, Oxy-Uvit, Oxy-Vanadium-Dravit, Povondrait, Rossmanit, Schörl, Tsilaisit, Uvit, Vanadio-Oxy-Chrom-Dravit, Vanadio-Oxy-Dravit die unbenannte Gruppe 9.CK.05 bildet (vergleiche dazu auch Unterabteilung [Si6O18]12−-Sechser-Einfachringe mit inselartigen, komplexen Anionen in der Klassifikation nach Strunz (9. Auflage)).

## Chemismus
Maruyamait ist das Kalium-Analog von Oxy-Dravit und hat die idealisierte Zusammensetzung [X]K[Y](MgAl2)[Z](Al5Mg)([T]Si6O18)(BO3)3[V](OH)3[W]O, wobei [X], [Y], [Z], [T], [V] und [W] die Positionen in der Turmalinstruktur sind.
Für den Maruyamait aus der Typlokalität wurde folgende Zusammensetzung bestimmt:
- [X](K0,53Na0,19Ca0,26□0,02)[Y](Mg2+1,19Fe2+0,55Al1,07Fe3+0,05Ti4+0,14)[Z](Al5Mg) [[T]Si5,97Al0,03O18](BO3)3 [V](OH)3[W][O2−0,60(OH)0,24F0,16][4]

## Kristallstruktur
Maruyamait kristallisiert mit trigonaler Symmetrie in der Raumgruppe R3m (Raumgruppen-Nr. 160) mit 3 Formeleinheiten pro Elementarzelle. Die Gitterparameter des natürlichen Mischkristalls aus der Typlokalität sind: a = 15,955(1) Å, c = 7,227(1) Å.
Die Kristallstruktur ist die von Turmalin. Kalium (K+) besetzt die von 9 Sauerstoffen umgebene X-Position, die oktaedrisch koordinierte [Y]-Position ist gemischt besetzt mit zwei Aluminium- (Al3+) und einem Magnesiumion (Mg2+) und die kleinere, ebenfalls oktaedrisch koordinierte [Z]-Position ist ebenfalls gemischt besetzt mit fünf Aluminium- und einem Magnesiumion. Die tetraedrisch koordinierte [T]-Position enthält Silizium (Si4+). Die [V]-Anionenposition enthält (OH)−-Gruppen und die [W]-Anionenposition mit einem Sauerstoffionen (O2−).

## Bildung und Fundorte
Maruyamait ist ein Mineral der Ultrahochdruckmetamorphose und bildet sich an aktiven Kontinentalrändern bei der Subduktion ozeanischer Kruste. Während natriumreiche, dravitische Turmaline bei Anwesenheit von Coesit bei Drucken oberhalb von 4–5 GPa abgebaut werden, werden Kalium-Turmaline noch bei 6 GPa durch die Reaktion von bor- und kaliumreichen Lösungen mit pelitichen Gneisen neu gebildet.
Weltweit wurde Maruyamait bislang (2022) nur an zwei Fundorten nachgewiesen.
Die Typlokalität sind Turmalin-Quarz-Kalifeldspat-Gesteine, die in Form dünner Lagen in diamantführenden, pelitischen Gneisen des Kumdy-Kol-Gebietes im Kökschetau-Massiv im Bezirk Serendi, Gebiet Akmola in Kasachstan auftreten. Maruyamait bildet hier die kaliumreichen Kerne der ansonsten eher Oxy-Dravitischen Turmaline. Begleitminerale sind vorwiegend Quarz und Kalifeldspat sowie geringe Mengen Goethit, Titanit, Zirkon, Phengit, Phlogopit, Apatit, Chlorit, Zoisit, Pumpellyit und Graphit. Maruyamait und Zirkon enthalten zudem Einschlüsse von Mikrodiamanten.
Das zweite Vorkommen sind die metamorphen Gesteine des Barchi-Kol, ebenfalls im Kökschetau-Massiv im Bezirk Serendi, Gebiet Akmola in Kasachstan. Maruyamait tritt hier zusammen mit Garnat, Kyanit, Biotit, Muskowit, Kalifeldspat und Quarz auf.